# Пишки, Золтан
Зо́лтан Пи́шки (венг. Pisky Zoltán; 11 ноября 1893, Будапешт — 23 января 1945, Яроцин) — полковник армии Венгрии, оберфюрер СС.
С 1 января 1914 — кадет 101-го пехотного полка армии Австро-Венгрии. Участвовал в Первой мировой войне, с 1 мая 1915 — лейтенант. В октябре 1915 был ранен. 10 октября 1915 переведён в 1-й батальон охраны побережья. С 1 октября 1916 — обер-лейтенант. Командовал ротой.
После окончания Первой мировой войны служил в армии Венгрии, был сотрудником военного министерства. Имел почётный титул «витез», учреждённый регентом Миклошем Хорти для лиц, доказавших свою преданность «христианским и национальным ценностям» и отличившихся в борьбе против Венгерской советской республики 1919. Кроме венгерских наград имел также Командорский крест ордена Возрождения Польши.
С 4 августа 1939 — командир 4-го учебного горного батальона. С 1 октября 1939 — командир 2-го горного батальона. 1 октября 1942 был произведён в полковники. С 1 октября 1943 — командир 10-го кадрового дистрикта (Капошвар). 23 марта 1944, спустя несколько дней после занятия территории Венгрии немецкими войсками, получил более высокое назначение, став командиром 1-й горнострелковой бригады, затем командовал 67-й пограничной группой.
После отстранения 15 октября 1944 от власти Миклоша Хорти и провозглашения новым лидером страны главы фашистской партии «Скрещенные стрелы» Ференца Салаши полковник Пишки поддержал последнего. Был в числе венгерских офицеров, согласившихся не просто продолжать сотрудничество с немецкими союзниками, но и вступить в ряды СС. 30 ноября 1944 был назначен командиром 26-й гренадерской (2-й венгерской) дивизии СС «Гёмбеш». Фактически в командование дивизией вступил 23 декабря 1944. Погиб в бою против советских войск за город Яроцин, близ Познани.